# Quận 20, Paris
Quận 20 (còn có tên là quận Ménilmontant, nhưng tên gọi này ít được dùng trong đời sống thường nhật) là quận cuối cùng của Paris khi các quận được đánh số theo phương pháp xoáy trôn ốc từ trong ra ngoài. Nằm ở hữu ngạn sông Seine, Quận 20 tiếp giáp với các quận 11, 12, 19 và các xã Lilas, Montreuil. Quận 20 được tạo vào năm 1860, thời Đệ nhị Cộng hòa Pháp.
Tuy không có các công trình lịch sử, nhưng Nghĩa trang Père-Lachaise của quận là một trong những điểm thu hút du khách nhất. Cũng giống Quận 19, Quận 20 là một quận dưới mức trung bình của thành phố.
Năm 1999, dân số của quận là 188.600 người, với diện tích 598 ha, tức 31.538 người/km². Đây là quận có mật độ cao nhất Paris.